# U/21 Europamesterskabet i fodbold 2025
U/21 Europamesterskabet i fodbold 2025 (også kaldet U21 EM 2025) var en turnering for UEFA-medlemmernes U21-hold.
Slovakiet var værtsland for anden gang, da de også var vært for U/21 Europamesterskabet i fodbold 2000. Spillere født den 1. januar 2002 eller derefter må deltage i turneringen.

## Deltagere
16 nationer deltog i U/21 Europamesterskabet i fodbold 2025 fordelt i fire grupper.

### Gruppe A
- Slovakiet
- Spanien
- Italien

### Gruppe B
- Tjekkiet
- England
- Tyskland
- Slovenien

### Gruppe C
- Portugal
- Frankrig
- Polen
- Georgien

### Gruppe D
- Finland
- Holland
- Ukraine
- Danmark

## Stadioner
U/21 Europamesterskabet i fodbold 2025 spilles på 8 stadioner i Slovakiet.
| Stadion                   | By              | Kampe                                    |
| ------------------------- | --------------- | ---------------------------------------- |
| National Football Stadium | Bratislava      | 3 Gruppe A-kampe, 1 semifinale, 1 finale |
| Anton Malatinský Stadium  | Trnava          | 3 Gruppe A-kampe, 1 kvartfinale          |
| DAC Aréna                 | Dunajská Streda | 3 Gruppe B-kampe, 1 kvartfinale          |
| Nitra Stadium             | Nitra           | 3 Gruppe B-kampe                         |
| Sihoť Stadium             | Trenčín         | 3 Gruppe C-kampe                         |
| MŠK Žilina Stadium        | Žilina          | 3 Gruppe C-kampe, 1 kvartfinale          |
| Košice Football Arena     | Košice          | 3 Gruppe D-kampe, 1 semifinale           |
| Tatran Arena              | Prešov          | 3 Gruppe D-kampe, 1 kvartfinale          |